# Дінгольфінг
Дінгольфінг (нім. Dingolfing) — місто в Німеччині, знаходиться в землі Баварія. Підпорядковується адміністративному округу Нижня Баварія. Адміністративний центр району Дінгольфінг-Ландау.
Площа — 44,04 км2. Населення становить 20 003 ос. (станом на 31 грудня 2020).

## Уродженці
- Зігмунд Мозауер (1877—1944) — німецький військовий медик, адмірал медичної служби крігсмаріне.

## Економіка
У Дінгольфінгу знаходиться найбільший завод по збірці автомобілів концерну BMW в Європі.

## Галерея

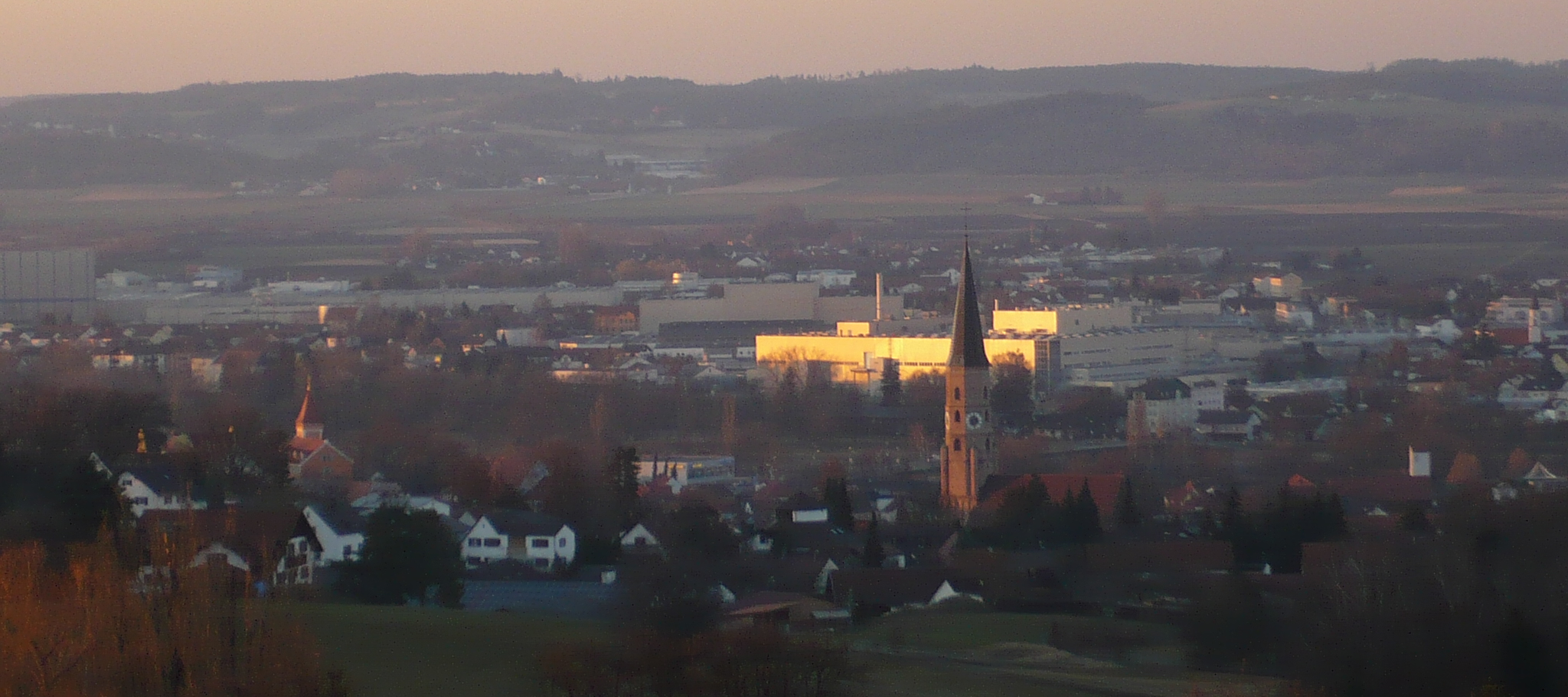
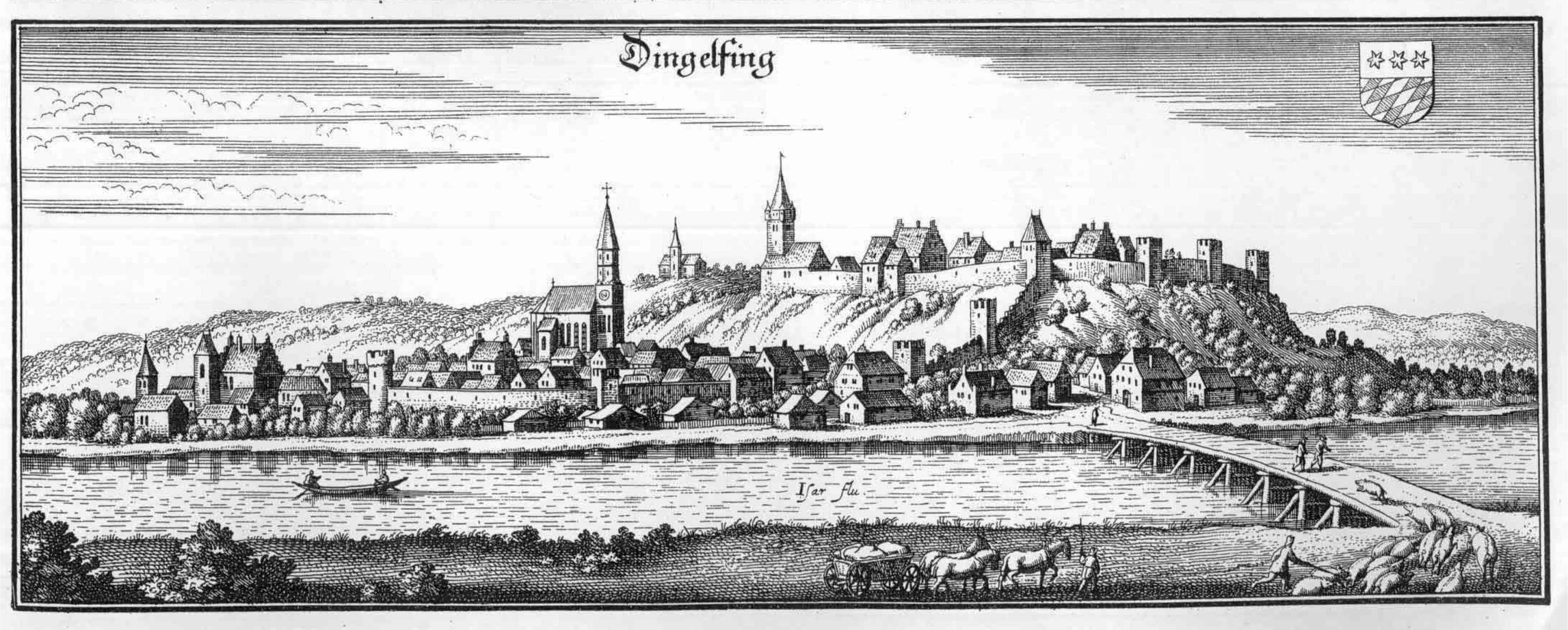
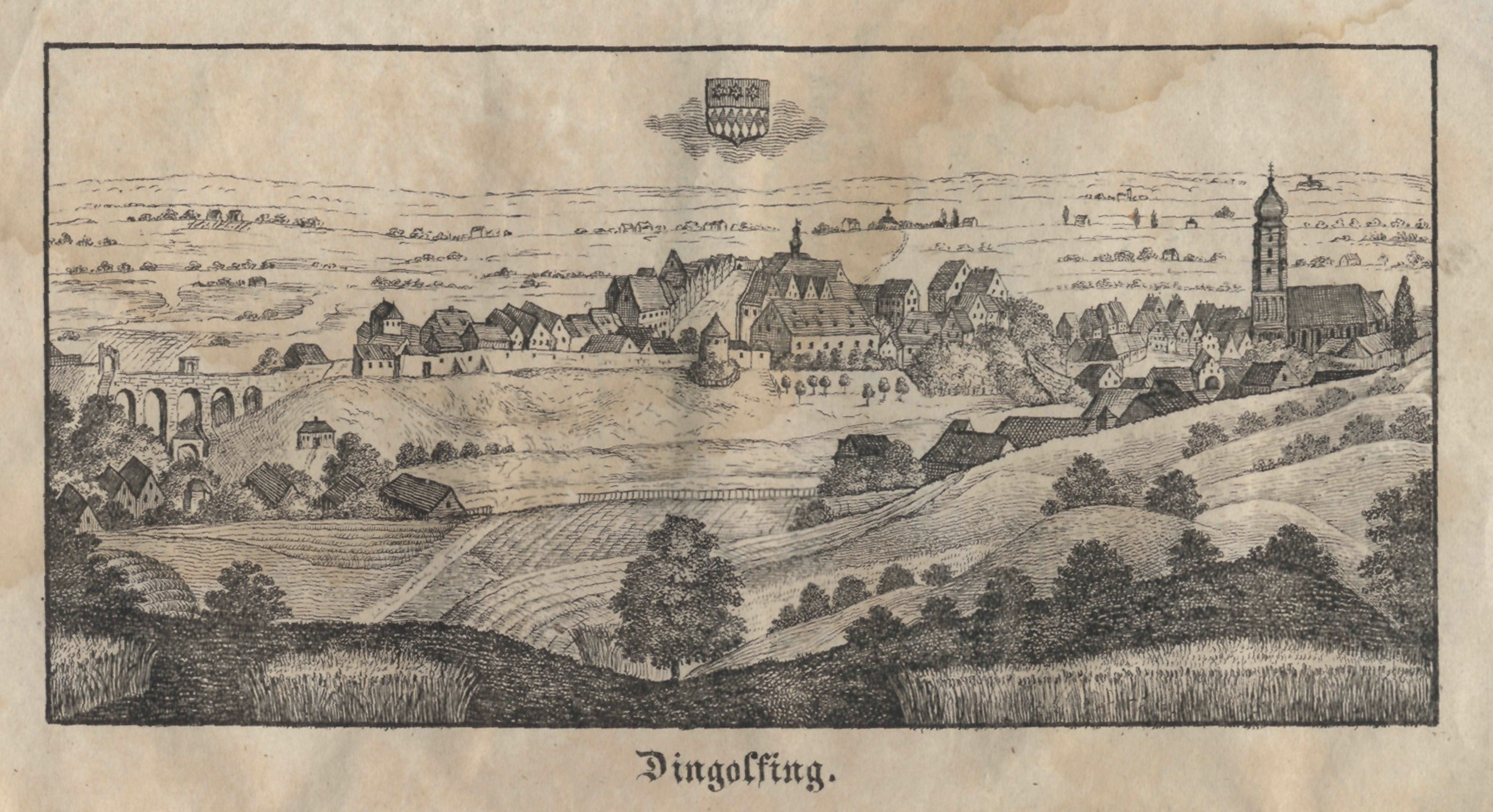
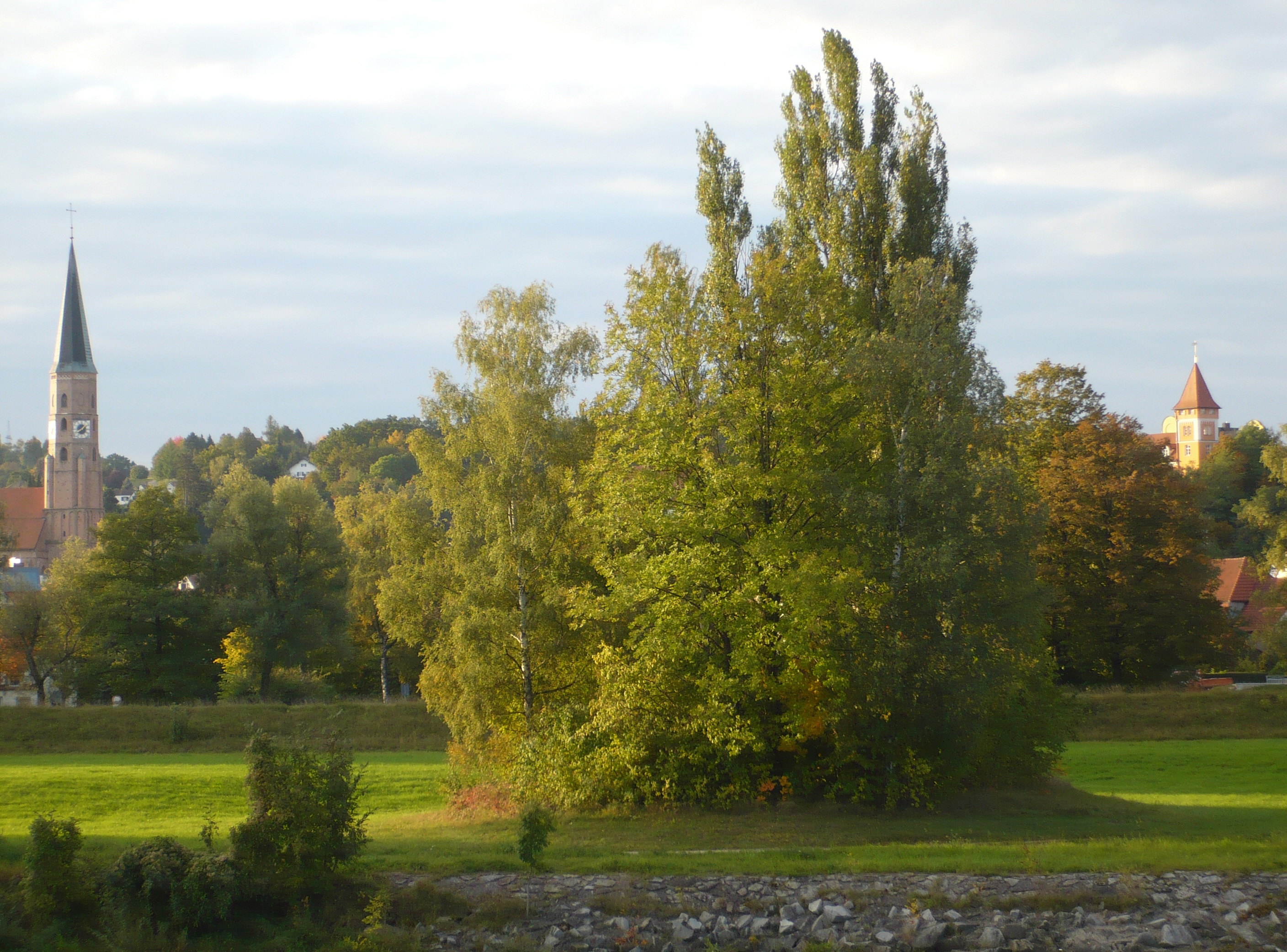
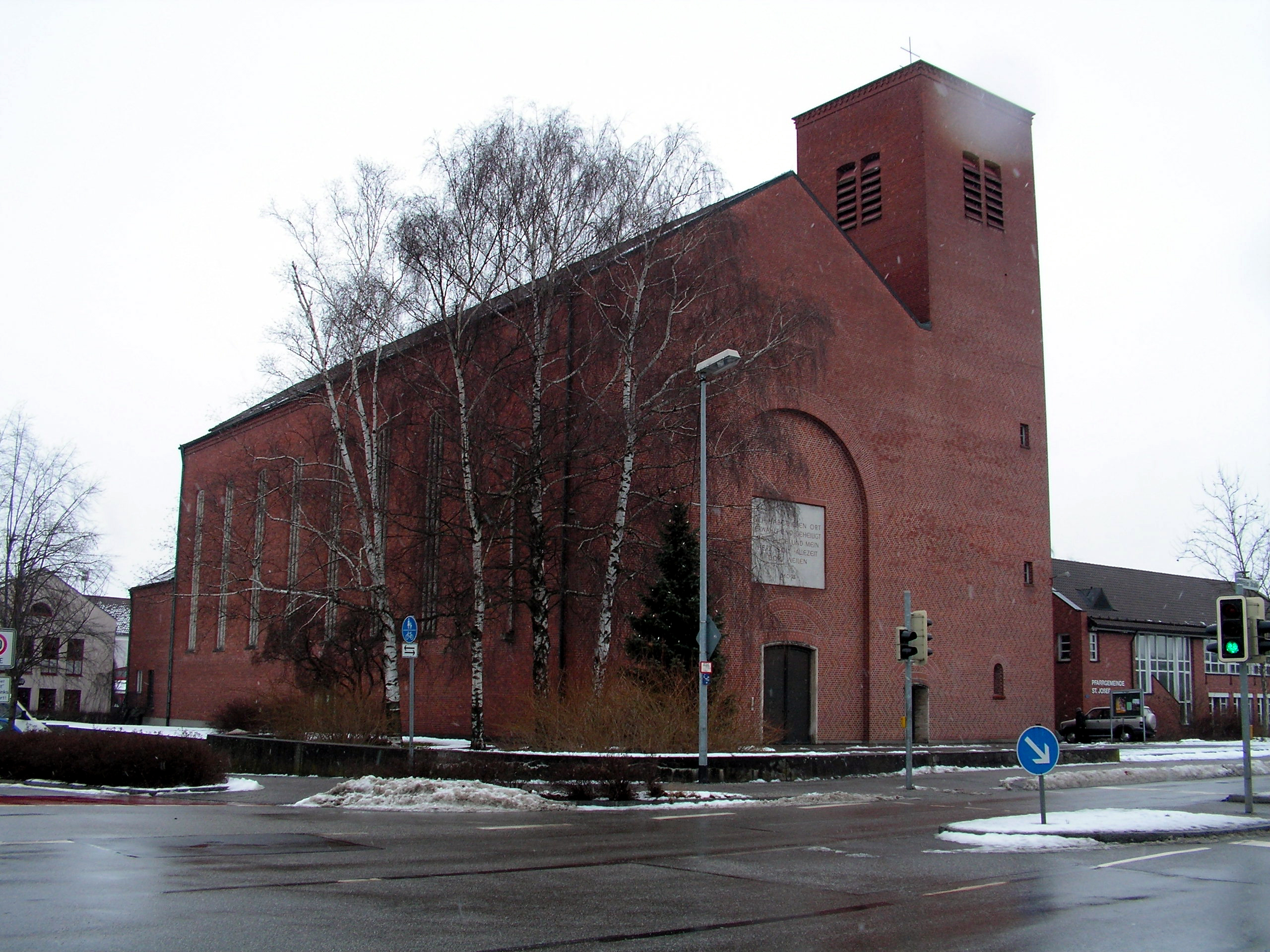
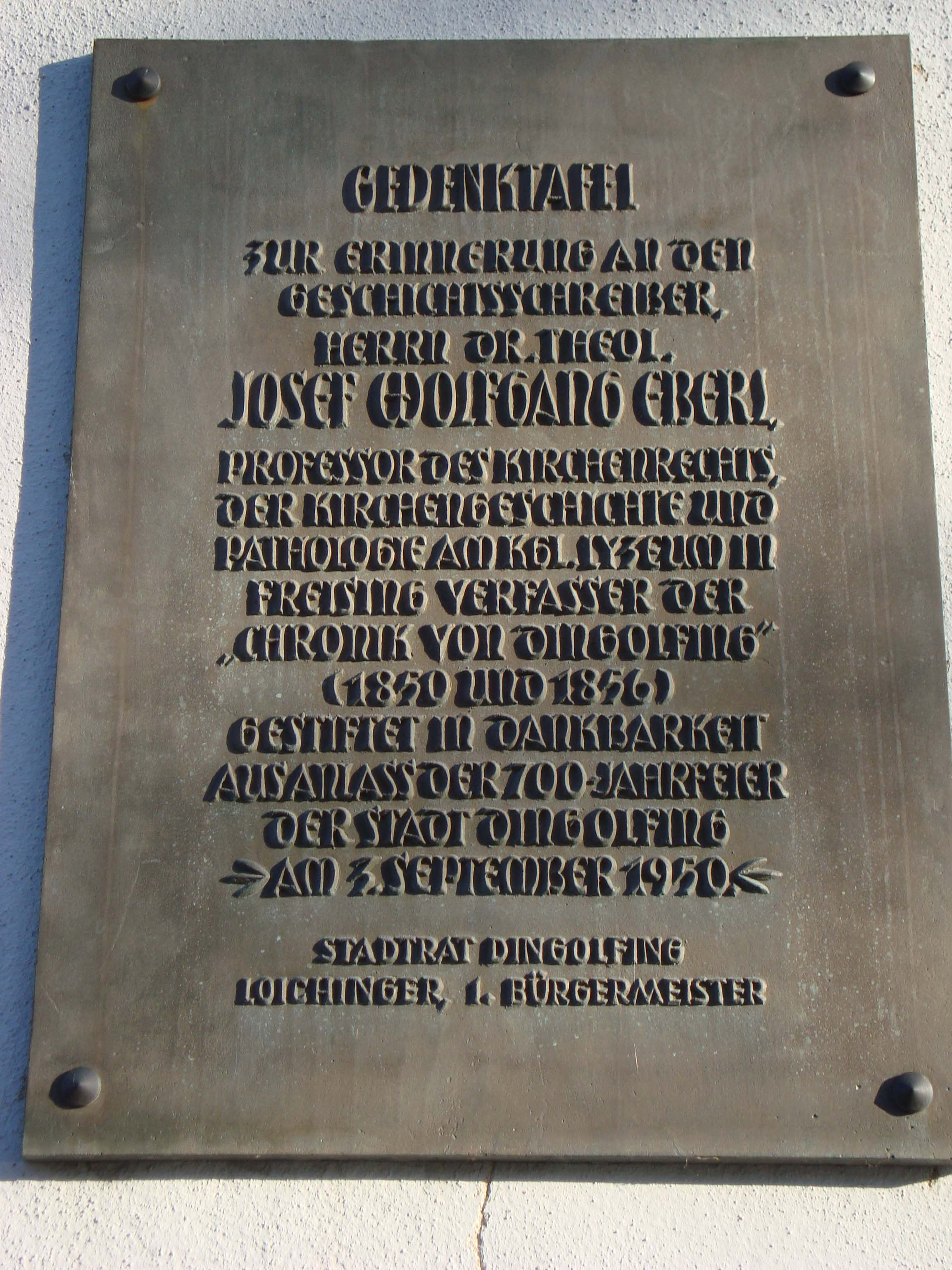
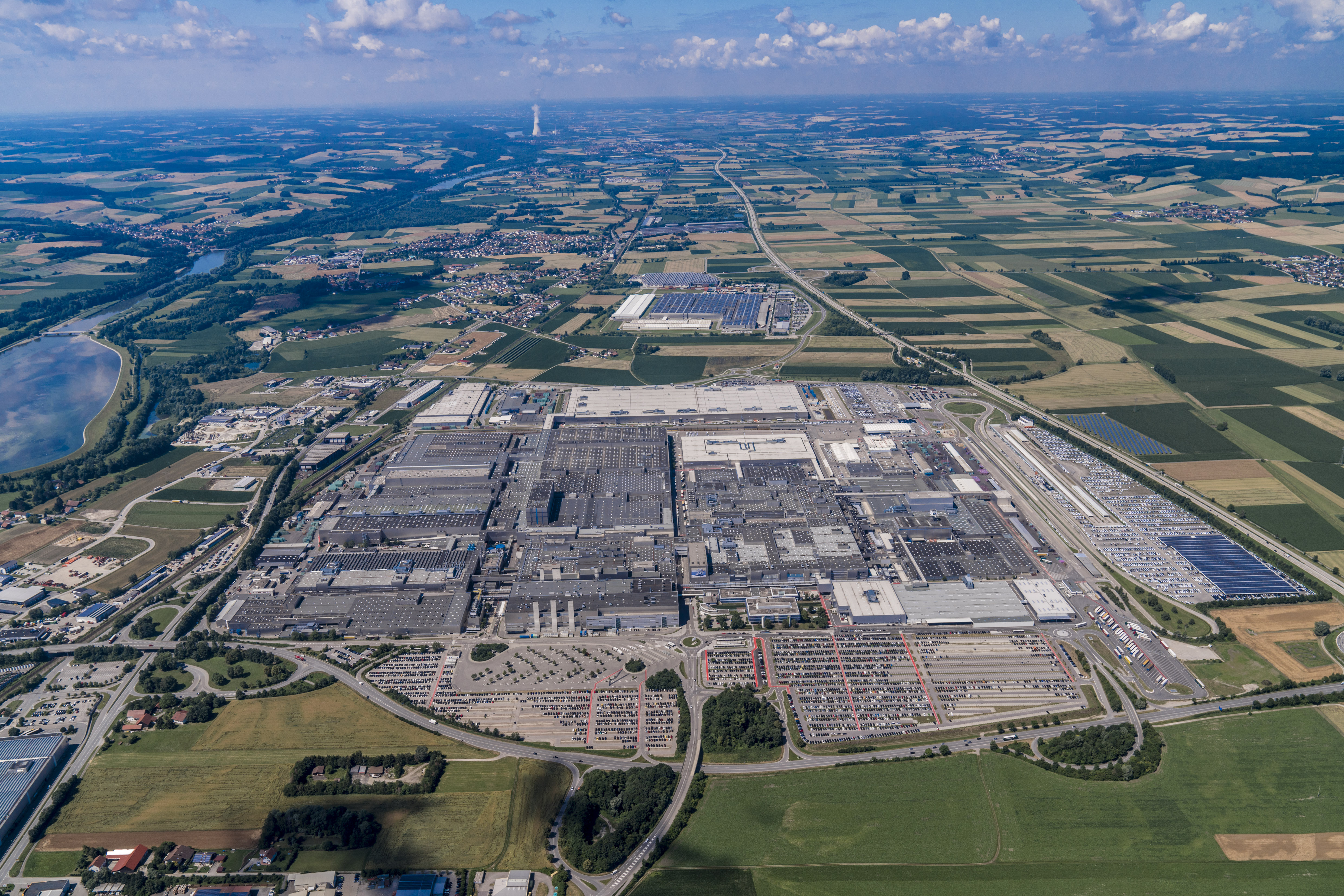
Завод BMW Group у Дінгольфінгу